# Итиянаги, Тоси
Тоси Итинаяги (яп. 一柳 慧, 4 февраля 1933, Кобе — 7 октября 2022) — японский композитор.

## Биография
Учился музыке в частном порядке у Томодзиро Икэноти и Тиэко Хара. В 1952—1961 гг. жил в Нью-Йорке, где учился в Джульярдской школе. В Нью-Йорке познакомился с Джоном Кейджем, под влиянием которого обратился к авангарду. По возвращении в Японию основал в 1963 году The New Directions Group, а в 1966 году организовал Orchestral Space Festival. Был связан с художественным движением Fluxus. С 1956 по 1962 год был женат на Йоко Оно.
Является автором шести симфоний, четырёх концертов для фортепиано и др., музыки на магнитофонной ленте (Music for Tinguely,1963 и Appearance, 1967), опер The Last Will of Fire (1995), Momo (1995) и Hikari (2002). Писал произведения с использованием традиционных японских инструментов, в том числе Engen для кото и оркестра (1982), Тот, Zui, Хо, Gyaku для сякухати и волны Мартено (1988), Cosmos Ceremony для рютэки (бамбуковая флейта), сё (японский духовой язычковый музыкальный инструмент) и оркестра (1993).
Скончался 7 октября 2022 года.